# Alej Zahav
Alej Zahav (hebrejsky עֲלֵי זָהָב, doslova „Zlaté listy“, zároveň jméno obce tvoří akronym části jména manželky bývalého předsedy izraelské vlády Menachema Begina – Alizy Beginové – עלי זה בגין, neboli ALJZHB, v oficiálním přepisu do angličtiny Ale Zahav, přepisováno též Alei Zahav) je izraelská osada a vesnice typu společná osada (jišuv kehilati) na Západním břehu Jordánu v distriktu Judea a Samaří a v Oblastní radě Šomron (Samařsko).

## Geografie
Nachází se na v nadmořské výšce 360 metrů na jihozápadním okraji hornatiny Samařska, cca 15 kilometrů východně od města Petach Tikva, cca 10 kilometrů jihozápadně od města Ariel, cca 35 kilometrů severozápadně od historického jádra Jeruzalému a cca 27 kilometrů východně od centra Tel Avivu.
Osada je na dopravní síť Západního břehu Jordánu napojena pomocí lokální silnice číslo 446 vedoucí na západ k sousedním izraelským osadám Pedu'el a Bejt Arje-Ofarim a na východ k takzvané Transsamařské dálnici, která zajišťuje spojení jak s vnitrozemím Západního břehu Jordánu a s městem Ariel, tak s aglomerací Tel Avivu.
Alej Zahav leží v menším ale územně souvislém bloku izraelských vesnic (Guš Ma'arava) na západním okraji okupovaného Západního břehu Jordánu, jen cca 5 kilometrů od Zelené linie, která odděluje území Izraele v mezinárodně uznávaných hranicích. Součástí tohoto bloku jsou ještě obce Pedu'el, Bruchin a Bejt Arje-Ofarim (v širší definici je Alej Zahav součástí velkého sídelního bloku Guš Ari'el). Okolo ale existuje několik palestinských vesnic (nejblíže z nich Kafr ad-Dik, necelé 2 kilometry jihovýchodně od Alej Zahav).

## Dějiny
Obec Alej Zahav vznikla v roce 1982. Podle jiného zdroje roku 1983. Jejími zakladateli byla skupina rodin blízká pravicovým politickým hnutím Betar a Cherut. Původní jméno osady znělo Jo'ezer. Účelem zřízení nové obce bylo posílit izraelskou populaci na dosud jen málo osídleném jihozápadním okraji Samařska. V roce 1999 vyrostla východně od obce nová skupina domů nazvaná Bruchin, zpočátku nazývaná též Alej Zahav-východ, která je nyní samostatnou obcí. Jižně od Alej Zahav se při silnici číslo 446 nachází průmyslová zóna.
Západně od Alej Zahav vyrostla nová skupina zástavby, formálně považovaná za součást Alej Zahav, ve skutečnosti ale fakticky samostatná vesnice zvaná Lešem.
Podle plánů z počátku 21. století měla být obec Alej Zahav společně se sousedními osadami Pedu'el, Bejt Arje-Ofarim a Bruchin zahrnuta do Izraelské bezpečnostní bariéry, která zde měla vytvořit podlouhlý koridor směřující z vlastního Izraele až do centrálního Samařska, k městu Ariel. Dle stavu z roku 2008 ale nebyla bariéra v tomto úseku ještě postavena a ani nedošlo k definitivnímu stanovení její trasy.
Alej Zahav se stala dějištěm několika teroristických útoků. 31. prosince 1997 zde byl smrtelně postřelen jeden muž. 25. července 2002 během druhé intifády byl jeden Izraelec zastřelen a další zraněn při útoků poblíž osady. Přihlásily se k němu Brigády mučedníků Al-Aksá.

## Demografie
Obyvatelstvo Alej Zahav je v databázi rady Ješa popisováno jako sekulární. Podle údajů z roku 2014 tvořili naprostou většinu obyvatel Židé (včetně statistické kategorie „ostatní“, která zahrnuje nearabské obyvatele židovského původu ale bez formální příslušnosti k židovskému náboženství).
Jde o menší obec vesnického typu s dlouhodobě rostoucí populací. K 31. prosinci 2014 zde žilo 983 lidí. Během roku 2014 registrovaná populace stoupla o 33,4 %. Do těchto údajů je ovšem započítáno i obyvatelstvo sousední osady Lešem. Do roku 2011 bylo do populace řazeno i obyvatelstvo sousední vesnice Bruchin, která se ale následně administrativně osamostatnila. Populace Alej Zahav by se měla výhledově zvýšit ze 120 rodin uváděných zde v roce 2009 na 300 rodin.
| Rok            | 1983 | 1991 | 1992 | 1993 | 1994 | 1995 | 1996 | 1997 | 1998 | 1999 | 2000 |
| -------------- | ---- | ---- | ---- | ---- | ---- | ---- | ---- | ---- | ---- | ---- | ---- |
| Počet obyvatel | 62   | 234  | 268  | 315  | 313  | 353  | 308  | 339  | 350  | 355  | 391  |

| Rok            | 2001 | 2002 | 2003 | 2004 | 2005 | 2006 | 2007 | 2008 | 2009 | 2010 | 2011 | 2012 | 2013 | 2014 |
| -------------- | ---- | ---- | ---- | ---- | ---- | ---- | ---- | ---- | ---- | ---- | ---- | ---- | ---- | ---- |
| Počet obyvatel | 408  | 414  | 424  | 429  | 684  | 723  | 772  | 851  | 458  | 497  | 689  | 462  | 737  | 983  |